# Plakát

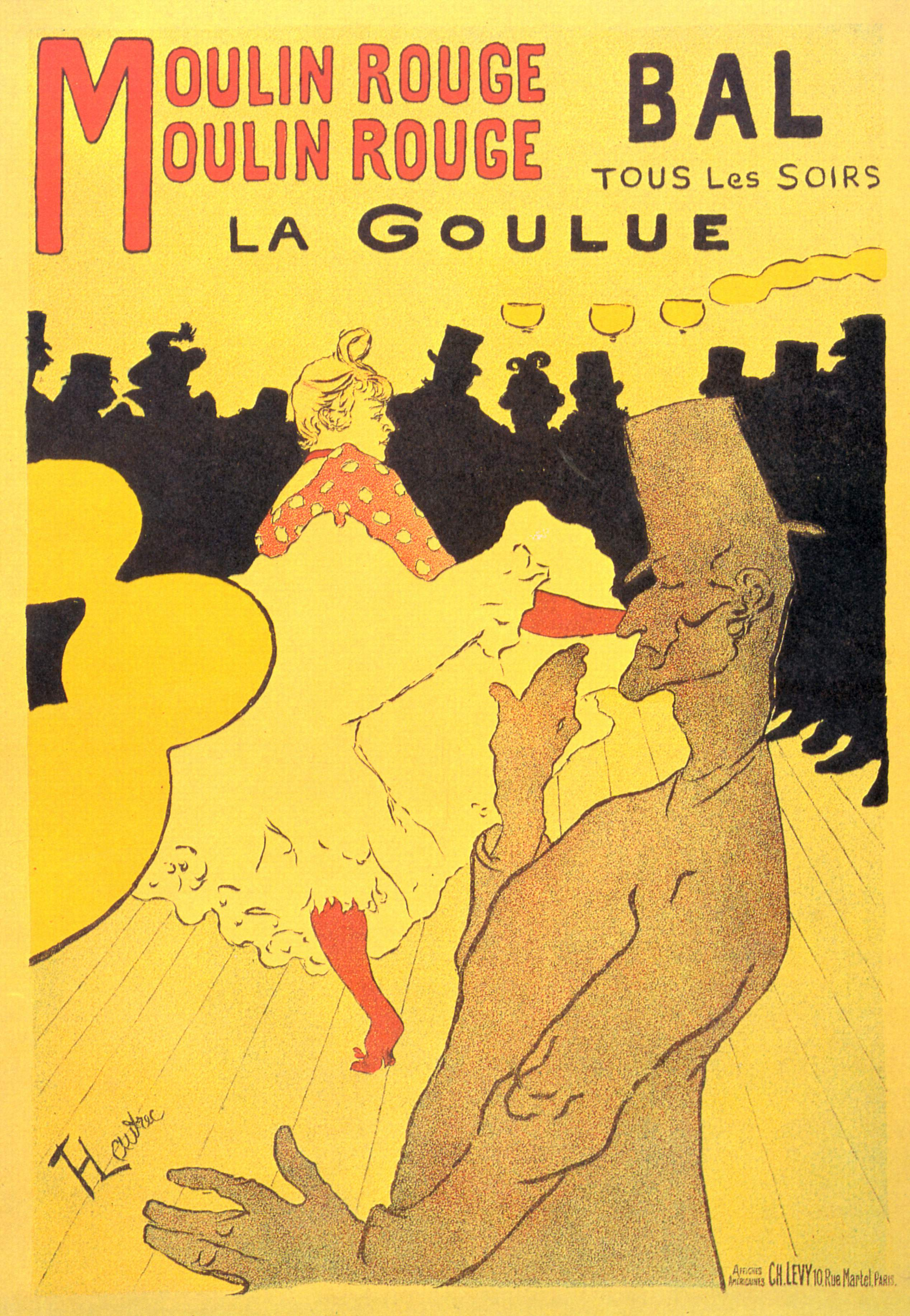
Plakát na představení La Goulue v Moulin Rouge vytvořil Henri de Toulouse-Lautrec

Plakát je rozměrný list papíru vystavovaný na veřejných místech, který s použitím obrazu, textu nebo obojího upoutává, přičemž nabízí umělecké dílo či produkci, zábavu, zboží, názor aj. Plakát je i objektem sběratelství.

## Historie
Předchůdci plakátu pocházejí z Egypta, Řecka, Říma, texty byly původně tesány nebo ryty do kamenných či měděných desek a vystavovány na veřejných místech. První tištěné plakáty se objevily v Anglii kolem roku 1480 (W. Caxton) a textové plakáty byly běžné už v 17. století, například upoutávaly na představení her Williama Shakespeara. Největší rozmach umožnil až vynález vhodné reprodukční techniky – litografie – Aloisem Senefelderem roku 1798.
Na konci 19. století vynikli svými plakáty Henri de Toulouse-Lautrec nebo Jules Chéret, na přelomu 19. a 20. století ovlivnil umění tvorby plakátu svými díly i český malíř Alfons Mucha, některé secesní plakáty vyšly mezi roky 1895 a 1900 v tištěné sérii Maîtres de l'Affiche (česky: Mistři plakátu).
V meziválečné době vzrostl význam politického plakátu, který za první i druhé světové války sloužil i k mobilizaci k odporu proti nepříteli.
Za nejslavnější období českého plakátu se považují šedesátá léta a filmové plakáty té doby.

## Současnost
Působí na širokou veřejnost, své zájemce si nevybírá (není pro úzkou skupinu), má upoutat pozornost, barevné provedení má být nápadné, výrazné, ale ne křiklavé, text pak stručný a výstižný (co, kde, odkdy – dokdy). Životnost plakátu má být dostatečná, aspoň po dobu trvání akce (tištěná na kvalitní papír, kvalitními barvami – jako první odchází červená barva, další žlutá, zůstává modrá a černá (ne ofsetovými – rychle se promočí) odolnými proti povětrnostním podmínkám (křídové papíry)).

## Druhy plakátů
Formáty vycházejí z normalizovaných forem (řada A, B), mohou být i prodloužené či rozšířené. Od AO, A1 je rastr giganto (= velké tiskové body), patrný pouhým okem, určený k pohledu z dálky (80–90 dpi). Tisková technika se volí podle náročnosti návrhu a podle počtu výtisků. Vyšší náklady ofsetem, nižší sítotiskem a knihtiskem (k dotisku bianco plakátu).
Jsou druhy dvoubarevné i plnobarevné (4 barvy = barvotisky) nebo dotiskované – speciální (zlatá, stříbrná). Při delším vystavení a působení povětrnostních podmínek se i lakují (tiskový lak – UV filtr).
- Typografický plakát obsahuje pouze text, bývá tištěn dvěma až třemi barvami, většinou se využívá pro koncerty, kina. Tiskne se pak technologií knihtisku, ofsetu a sítotiskem.
- Grafický plakát je obraz doplněný textem s obrázkem (reprodukcí), text je výstižný a stručný, tiskne se dvěma až šesti barvami, ofsetem, sítotiskem.
- Fotografický – čistá fotografie na fotografickém papíře i s exponovaným textem, vystavuje se pouze v interiérech, slouží spíše jako předloha pro grafický plakát.